# Juara Atlético Clube
Juara Atlético Clube é um clube brasileiro de futebol da cidade de Juara, no estado de Mato Grosso.

## História
Foi fundado em 2014, se profissionalizou em 2015 para a disputa do Campeonato Mato-Grossense da Segunda Divisão de 2015. e terminou o campeonato em 3º.
Se licenciou em 2016 e 2017. Voltou a disputar competições oficiais em 2018 e se consagra vice-campeão do Campeonato Mato-Grossense da Segunda Divisão de 2018.
Em 2019 não foi muito bem no Campeonato Mato-Grossense 2019 e foi rebaixado para o campeonato mato-grossense da segunda divisão de 2020.

## Desempenho em competições oficiais

### Competições estaduais
Campeonato Mato-Grossense
| Ano  | 2010 | 2011 | 2012 | 2013 | 2014 | 2015 | 2016 | 2017 | 2018 | 2019 |
| Pos. | —    | —    | —    | —    | —    | —    | —    | —    | —    | 9º   |
| ---- | ---- | ---- | ---- | ---- | ---- | ---- | ---- | ---- | ---- | ---- |

Campeonato Mato-Grossense - Segunda Divisão
| Ano  | 2010 | 2011 | 2012 | 2013 | 2014 | 2015 | 2016 | 2017 | 2018 | 2019 |
| Pos. | —    | —    | —    | —    | —    | 3º   | —    | —    | 2º   | —    |
| ---- | ---- | ---- | ---- | ---- | ---- | ---- | ---- | ---- | ---- | ---- |

## Títulos

### Estaduais
- Vice-campeão Mato-Grossense de Futebol - Segunda Divisão: 2018.